# Zwarte Piet (lied)
Zwarte Piet is een lied van de Surinaamse rapper Pest One. Het werd in 2014 als single uitgebracht.

## Achtergrond
In Zwarte Piet bekritiseert de artiest de zwartepietendiscussie; hij vertelt dat hij vindt dat mensen met de discussie het feest voor de kinderen verpesten. De artiest had het refrein al eerder geschreven, maar werd in 2014 benaderd door PowNews om het lied af te maken. In het lied zijn dan ook delen van interviews door PowNews te horen. In deze interviews geven verschillende zwarte mensen hun mening over de zwartepietendiscussie, waarin ze allemaal zeggen dat Zwarte Piet bij het sinterklaasfeest hoort.

## Hitnoteringen
De zanger had weinig succes met het lied in Nederland. Het had geen notering in de Single Top 100 en ook de Top 40 werd niet bereikt; het lied bleef steken op de vijftiende plaats van de Tipparade.